# Limonia alienata
Limonia alienata är en tvåvingeart som beskrevs av Alexander 1948. Limonia alienata ingår i släktet Limonia och familjen småharkrankar. Inga underarter finns listade i Catalogue of Life.